# Madrinha Eunice
Deolinda Madre (Piracicaba, 14 de outubro de 1909 – São Paulo, abril de 1995), mais conhecida como Madrinha Eunice, foi uma comerciante e sambista paulista.
Considerada uma das figuras pioneiras do Carnaval de São Paulo, fundou a Sociedade Recreativa Beneficente Esportiva da Escola de Samba Lavapés Pirata Negro, em 1937, a escola de samba mais antiga de São Paulo ainda em atividade. Foi também ativista do movimento negro.
Seu apelido deve-se ao fato de ter tido 41 afilhados.

## Biografia
Eunice nasceu no interior paulista, em Piracicaba, em 1909. Seus pais, Mathis Madre e Sebastiana Franco do Amaral, foram pessoas escravizadas libertas. Mudou-se ainda criança, com cerca de 11 anos, para São Paulo, onde se estabeleceu no bairro da Liberdade. Estudou até o quarto ano do ensino fundamental e, ainda nova, largou os estudos para vender limões em uma banquinha. Chegou a ter quatro bancas de venda de frutas, que sustentavam os três cômodos que alugava em uma casa na Rua da Glória.
Assídua frequentadora de festas religiosas, como a de Pirapora do Bom Jesus, e festejos carnavalescos, como o do Brás, em 1936, Eunice conheceu o carnaval da Praça Onze, no Rio de Janeiro. Impressionada com o carnaval, queria ver o festejo que presenciou na capital fluminense em São Paulo. Assim, juntando amigos e familiares, Eunice fundou a Lavapés, em 1937, que seria a escola de maior importância na capital até o final da primeira década do século XX.
Com cerca de 20 anos, conheceu o futuro marido, Francisco Papa, conhecido como Chico Pinga, de quem se separou décadas depois quando ele pediu que ela escolhesse a escola de samba ou ele. Mesmo sem poder ter filhos biológicos, teve 41 afilhados, de onde veio o apelido de Madrinha Eunice.

## Morte
Eunice morreu em data incerta, em abril de 1995, devido a complicações desencadeadas pela diabetes, aos 85 anos.

## Homenagem
Há uma estátua de Madrinha Eunice no bairro da Liberdade, na cidade de São Paulo. A obra é da artista Lídia Lisboa e representa a pioneira do samba paulistano como se estivesse dançando. Foi instalada em 2022 na região onde Madrinha Eunice criou a Lavapés.